# Tuffi ai campionati europei di nuoto 2024 - Squadra mista
La competizione della squadra mista ai campionati europei di nuoto di Belgrado 2024 si è svolta il 17 giugno 2024, presso l'Istituto serbo per lo sport e la medicina sportiva di Belgrado, in Serbia.
La finale si è svolta alle 15:30.

## Risultati
| Class   | Nazione  | Tuffattori                                                                             | T1    | T2    | T3    | T4    | T5    | T6    | Totale |
| ------- | -------- | -------------------------------------------------------------------------------------- | ----- | ----- | ----- | ----- | ----- | ----- | ------ |
| Oro     | Spagna   | Valeria Antolino Carlos Camacho Juan Pablo Cortés                                      | 54.60 | 69.75 | 46.50 | 62.40 | 72.00 | 62.40 | 367.65 |
| Argento | Ucraina  | Danylo Avanesov Stanislav Oliferchyk Karina Hlyzhina Anna Pysmenska                    | 48.00 | 69.70 | 49.50 | 60.20 | 75.60 | 54.00 | 357.00 |
| Bronzo  | Germania | Carolina Coordes Jana Lisa Rother Lou Massenberg Luis Avila Sanchez                    | 57.00 | 71.75 | 57.00 | 38.40 | 72.15 | 56.00 | 352.30 |
| 4       | Romania  | Amelie-Enya Foerster Nicoleta-Angelica Muscalu Alexandru Avasiloae Ioana-Andreea Carcu | 39.60 | 63.00 | 51.80 | 54.40 | 56.00 | 56.00 | 320.80 |
| 5       | Francia  | Gwendal Bisch Nais Gillet Lois Szymczak Emily Hallifax                                 | 55.35 | 49.40 | 58.50 | 62.40 | 44.55 | 49.00 | 319.20 |
| 6       | Svezia   | Amanda Lundin Emilia Nilsson Garip Elias Petersen Richard Roop-Iliste                  | 60.45 | 68.00 | 51.00 | 43.40 | 29.70 | 53.20 | 305.75 |